# 叶夫根尼·伊万诺维奇·阿列克谢耶夫
叶夫根尼·伊万诺维奇·阿列克谢耶夫（羅馬化：Yevgeniy Ivanovich Alekseyev；1843年5月13日—1917年5月27日），一译阿列克塞耶夫，俄罗斯帝国海军将领，亚历山大二世的私生子。

## 生平
阿列克谢耶夫于1860年时加入俄罗斯帝国海军，1883年至1888年間曾任俄羅斯駐法國大使館海軍武官。1895年任俄国太平洋舰队司令。1899年俄国设立以旅顺为首府的关东省后，阿列克谢耶夫出任关东省总督并兼太平洋海军司令。次年义和团运动中他率领俄军与列强军队一同攻占天津。此后于10月占领盛京，并迫使盛京将军增祺与其签订《奉天交地暂且章程》，不过不为清廷所承认。1903年远东总督府设立后出任总督一职。次年日俄战争期间任远东武装力量总司令，但在沙河会战结束后被撤职。1905年出任枢密院大臣。1917年俄國二月革命後於三月退休，不久在雅尔塔去世。